# 22. juli (tv-serie)
22. juli er en prisbelønnet norsk dramaserie i seks episoder som blev sendt på NRK1 i 2020 NRK.
Serien følger berørte parter før, under og efter terrorangrebene i Norge 22. juli 2011. De fleste var berørt via deres arbejde, eller hvor de var 22. juli. Hovedpersonerne i serien er Anine (journalist på Aftenposten), Anne Cathrine (anæstesilæge ved Ullevål sykehus), Eivind (politibetjent), Helga (lærer ved Henningsvær skole) og Mads (højreekstrem blogger). Alle rollefigurene er fiktive, men skabt ud fra det serieskaberne lærte under det omfattende forarbejde til serien.
Dramaserien ved manuskriptforfatter og skaber Sara Johnsen vandt i januar 2020 Nordisk Film & TV Fond Prize for manuskriptet til serien under filmfestivalen i Göteborg. Sara Johnsen og Pål Sletaune blev tildelt prisen Fritt Ords honnør for serien i maj 2020. Under Gullruten 2020 blev serien kåret til bedste dramaserie og vandt i derudover fire fagpriser blandt andet bedste manus ved Sara Johnsen og bedste regi ved Pål Sletaune. Til sammen var serien nomineret til hele 12 priser under utdelingen. Serien blev kåret til bedste norske drama under den første uddeling af Seriekritikerprisen i september 2020, mens både Alexandra Gjerpen og Øyvind Brandtzæg blev nomineret i klassen bedste skuespiller i norsk serie. I Prix Europa i oktober samme år vandt serien prisen for bedste europæiske TV-serie.
Produktionskostningerne var på 106 millioner kroner.

## Ikke om Breivik
Serien handler om terrorangrebene i Norge 22. juli 2011, men derimod ikke om gerningsmanden, Anders Behring Breivik (nu Fjotolf Hansen). "Breivik skal ikke omtales fordi han ikke fortjener omtale", sagde instruktøren Sara Johnsen; Breivik bliver ikke en karakter i serien.
En artikel i Dagbladet skrev at det er "vrient ikke å si seg enig ... [når det bliver spurgt] om alt vi har å si om 22. juli fortsatt bare er smerte, sorg og samhold. ... vi er fastlåst i en velment berøringsvegring".
En artikel i Aftenposten skrev at "Selv om det er ubehagelig å se nærmere på utenforskap i det norske samfunnet, ville det vært i kjernen av NRKs samfunnsoppdrag å gjøre det".